# Ares Panther
Der Ares Panther ist ein Sportwagen des im italienischen Modena ansässigen Karosserieherstellers Ares Design. Er ist eine Reminiszenz an den zwischen 1971 und 1993 hergestellten De Tomaso Pantera.

## Geschichte
Vorgestellt wurde der Sportwagen im März 2019. Bereits im Oktober 2018 lief die Produktion an, die ersten Fahrzeuge wurden im Frühjahr 2019 ausgeliefert. Insgesamt sollen 21 Ares Panther entstehen. Die Bauzeit eines Wagens liegt laut Hersteller bei zwölf Wochen. Im Rahmen der „Legends Reborn“-Serie von Ares Design sollen alte Sportwagenmodelle neu interpretiert werden. Der Panther ist das erste Modell dieser Reihe.

## Technik
Da Ares Design sich auf den Karosseriebau fokussiert, bedient man sich einer externen Plattform. Daher nutzt Ares die technische Basis des Lamborghini Huracán, von dem auch der Antrieb stammt. Der 5,2-Liter-V10-Ottomotor leistet im Panther 485 kW (659 PS). Dadurch soll der Wagen in 3,1 Sekunden auf 100 km/h beschleunigen. Die Höchstgeschwindigkeit gibt Ares Design mit über 325 km/h an. Das Fahrzeug hat ein Haldex-Allradantriebssystem und ein Siebengang-Doppelkupplungsgetriebe. Der Panther hat, anders der Huracán, eine Karosserie aus kohlenstofffaserverstärktem Kunststofflaminat, dadurch ist er  rund 100 kg leichter. Ein Überrollkäfig soll für zusätzliche Stabilität sorgen. Wie der De Tomaso Pantera hat der Panther Klappscheinwerfer.

## Technische Daten
|                            | Panther                        |
| -------------------------- | ------------------------------ |
| Bauzeitraum                | seit 10/2018                   |
| Motorkenndaten             |                                |
| Motortyp                   | V10-Ottomotor                  |
| Hubraum                    | 5204 cm³                       |
| max. Leistung              | 485 kW (659 PS) bei 8250/min   |
| max. Drehmoment            | > 600 Nm bei 6500/min          |
| Kraftübertragung           |                                |
| Antrieb, serienmäßig       | Allradantrieb                  |
| Getriebe, serienmäßig      | 7-Gang-Doppelkupplungsgetriebe |
| Messwerte                  |                                |
| Höchstgeschwindigkeit      | > 325 km/h                     |
| Beschleunigung, 0–100 km/h | 3,1 s                          |
| Leergewicht                | 1423 kg                        |